# Bajociano
| Periodo                                                                                      | Epoca                | Piano          | Età (Ma)    |
| -------------------------------------------------------------------------------------------- | -------------------- | -------------- | ----------- |
| Cretacico                                                                                    | Cretacico inferiore  | Berriasiano    | Più recente |
| Giurassico                                                                                   | Giurassico superiore | Titoniano      | 149,2 ± 0,7 |
| Giurassico                                                                                   | Giurassico superiore | Kimmeridgiano  | 154,8 ± 0,8 |
| Giurassico                                                                                   | Giurassico superiore | Oxfordiano     | 161,5 ± 1,0 |
| Giurassico                                                                                   | Giurassico medio     | Calloviano     | 165,3 ± 1,1 |
| Giurassico                                                                                   | Giurassico medio     | Bathoniano     | 168,2 ± 1,2 |
| Giurassico                                                                                   | Giurassico medio     | Bajociano      | 170,9 ± 0,8 |
| Giurassico                                                                                   | Giurassico medio     | Aaleniano      | 174,7 ± 0,8 |
| Giurassico                                                                                   | Giurassico inferiore | Toarciano      | 184,2 ± 0,3 |
| Giurassico                                                                                   | Giurassico inferiore | Pliensbachiano | 192,9 ± 0,3 |
| Giurassico                                                                                   | Giurassico inferiore | Sinemuriano    | 199,5 ± 0,3 |
| Giurassico                                                                                   | Giurassico inferiore | Hettangiano    | 201,4 ± 0,3 |
| Triassico                                                                                    | Triassico superiore  | Retico         | Più antico  |
| Suddivisione del Giurassico secondo la Commissione internazionale di stratigrafia dell'IUGS. |                      |                |             |

Nella scala dei tempi geologici, il Bajociano rappresenta il secondo dei quattro stadi stratigrafici o età in cui è suddiviso il Giurassico medio, la seconda epoca dell'intero periodo Giurassico.
È compreso tra 171,6 ± 3,0 e 167,7 ± 3,5  milioni di anni fa (Ma), preceduto dall'Aaleniano e seguito dal Bathoniano, il terzo stadio del Giurassico medio. 

## Definizioni stratigrafiche e GSSP
Il Bajociano deriva il suo nome dal nome latino (Bajocae) dell'attuale città di Bayeux situata nella Bassa Normandia, nel nord della Francia.
Lo stadio Bajociano fu introdotto nella letteratura scientifica dal paleontologo francese Alcide d'Orbigny nel 1842. 

A volte viene suddiviso in Bajociano inferiore e superiore.
La base del Bajociano è definita dalla prima comparsa negli orizzonti stratigrafici dei fossili di ammonite del genere Hyperlioceras.

Il limite superiore, nonché base del successivo Bathoniano, è data dalla prima comparsa della specie ammonitica Parkinsonia convergens.

### GSSP
Il GSSP, il profilo stratigrafico di riferimento della Commissione Internazionale di Stratigrafia per la base del Bajociano, è situato a Murtinheira, nei pressi di Cabo Mondego, in Portogallo.

### Biozone
Nel dominio Tetide, il Bajociano contiene sette biozone ammonitiche:
- zona della Parkinsonia parkinsoni
- zona della Garantiana garantiana
- zona della Strenoceras niortense
- zona della Stephanoceras humphriesianum
- zona della Sonninia propinquans
- zona della Witchellia laeviuscula
- zona della Hyperlioceras discites

## Paleontologia

### †Thalattosuchiani
| Thalattosuchia del Bajociano | Thalattosuchia del Bajociano | Thalattosuchia del Bajociano | Thalattosuchia del Bajociano | Thalattosuchia del Bajociano |
| Taxa                         | Presenza                     | Localizzazione               | Descrizione | Immagine                     |
| ---------------------------- | ---------------------------- | ---------------------------- | --- | ---------------------------- |
| Metriorhynchus               |                              |                              | Carnivoro opportunistico che si nutriva di pesci, belemniti o altri animali marini e probabilmente di carogne. Il Metriorhynchus poteva raggiungere una lunghezza di tre metri, ma gli esemplari più grandi potevano raggiungere dimensioni paragonabili a quelle del grande coccodrillo del Nilo. |                              |
| Steneosaurus                 |                              |                              | |                              |
| Teleosaurus                  |                              |                              | |                              |
| Teleidosaurus                |                              |                              | La forma più ancestrale (plesiomorfica) di metriorinchidi. |                              |

### Dinosauria
Rhoetosaurus, Ozraptor, Yunnanosaurus, Cetiosauriscus, Isaberrysaura

### †Plesiosauria
Simolestes keileni, Maresaurus Coccai

### †Ammonitida
| Ammonitida del Bajociano | Ammonitida del Bajociano | Ammonitida del Bajociano | Ammonitida del Bajociano | Ammonitida del Bajociano |
| Taxa                     | Presenza                 | Localizzazione           | Descrizione | Immagine                 |
| ------------------------ | ------------------------ | ------------------------ | --- | ------------------------ |
| Alfeldites               | Confermato.              |                          | La sola specie nota di questo genere dell'Alaska. Si ritiene che l'Abbasites sia la forma ancestrale della famiglia ammonitica delle Otoitidae. |                          |
| Apsorroceras             | Confermato.              |                          | |                          |
| Asphinctites             | Confermato.              |                          | |                          |
| Asthenoceras             | Confermato.              |                          | |                          |
| Bigotites                | Confermato.              |                          | |                          |
| Bradfordia               | Confermato.              |                          | |                          |
| Cadomites                | Confermato.              |                          | |                          |
| Cadomoceras              | Confermato.              |                          | |                          |
| Caumontisphinctes        | Confermato.              |                          | |                          |
| Chondroceras             | Confermato.              |                          | |                          |
| Cleistosphinctes         | Confermato.              |                          | |                          |
| Cranocephalites          | Confermato.              |                          | |                          |
| Darellia                 | Confermato.              |                          | |                          |
| Dimorphinites            | Confermato.              |                          | |                          |
| Diplesioceras            | Confermato.              |                          | |                          |
| Docidoceras              | Confermato.              |                          | |                          |
| Dorsetensia              | Confermato.              |                          | |                          |
| Durotrigensia            | Confermato               |                          | |                          |
| Duashnoceras             | Confermato.              |                          | |                          |
| Emileia                  | Confermato.              |                          | |                          |
| Eocephalites             | Confermato.              |                          | |                          |
| Epistrenoceras           | Confermato.              |                          | |                          |
| Ermoceras                | Confermato.              |                          | |                          |
| Euaptetoceras            | Confermato.              |                          | |                          |
| Eudmetoceras             | Confermato.              |                          | |                          |
| Euhoploceras             | Confermato.              |                          | |                          |
| Fissilobiceras           | Confermato.              |                          | |                          |
| Fontannesia              | Confermato.              |                          | |                          |
| Frogdenites              | Confermato.              |                          | |                          |
| Garantiana               | Confermato.              |                          | |                          |
| Guhsania                 | Confermato.              |                          | |                          |
| Graphoceras              | Confermato.              |                          | |                          |
| Haplopleuroceras         | Confermato.              |                          | |                          |
| Hebetoxyites             | Confermato.              |                          | |                          |
| Hlawiceras               | Confermato.              |                          | |                          |
| Hyperlioceras            | Confermato.              |                          | |                          |
| Kosmermoceras            | Confermato.              |                          | |                          |
| Kumatostephanus          | Confermato.              |                          | |                          |
| Labyrinthoceras          | Confermato.              |                          | |                          |
| Leptosphinctes           | Confermato.              |                          | |                          |
| Lissoceras               | Confermato.              |                          | |                          |
| Lupherites               | Confermato.              |                          | |                          |
| Magharina                | Confermato.              |                          | |                          |
| Megasphaeroceras         | Confermato.              |                          | |                          |
| Metrolytoceras           | Confermato.              |                          | |                          |
| Nannolytoceras           | Confermato.              |                          | |                          |
| Newmarracarroceras       | Confermato.              |                          | |                          |
| Normannites              | Confermato.              |                          | |                          |
| Oecoptychius             | Confermato.              |                          | |                          |
| Oecotraustes             | Confermato.              |                          | |                          |
| Okribites                | Confermato.              |                          | |                          |
| Oppelia                  | Confermato.              |                          | |                          |
| Orthogarantiana          | Confermato.              |                          | |                          |
| Otoites                  | Confermato.              |                          | |                          |
| Oxycerites               | Confermato.              |                          | |                          |
| Padragosiceras           | Confermato.              |                          | |                          |
| Parastrenoceras          | Confermato.              |                          | |                          |
| Parkinsonia              | Confermato.              |                          | |                          |
| Phaulostephanus          | Confermato.              |                          | |                          |
| Poecilomorphus           | Confermato.              |                          | |                          |
| Praebigotites            | Confermato.              |                          | |                          |
| Praeparkinsonia          | Confermato.              |                          | |                          |
| Praestrigites            | Confermato.              |                          | |                          |
| Procerites               | Confermato.              |                          | |                          |
| Prorsisphinctes          | Confermato.              |                          | |                          |
| Protoecotrausites        | Confermato.              |                          | |                          |
| Pseudogarantiana         | Confermato.              |                          | |                          |
| Pseudotoites             | Confermato.              |                          | |                          |
| Reynesella               | Confermato.              |                          | |                          |
| Shirbuirnia              | Confermato.              |                          | |                          |
| Siemiradzkia             | Confermato.              |                          | |                          |
| Skirroceras              | Confermato .             |                          | |                          |
| Skolekostephanus         | Confermato.              |                          | |                          |
| Sohlites                 | Confermato.              |                          | |                          |
| Sonninia                 | Confermato.              |                          | |                          |
| Sphaeroceras             | Confermato.              |                          | |                          |
| Spinammatoceras          | Confermato.              |                          | |                          |
| Spiroceras               | Confermato.              |                          | |                          |
| Stegoxyites              | Confermato.              |                          | |                          |
| Stemmatoceras            | Confermato.              |                          | |                          |
| Strenoceras              | Confermato.              |                          | |                          |
| Strigoceras              | Confermato.              |                          | |                          |
| Subcollina               | Confermato.              |                          | |                          |
| Telermoceras             | Confermato.              |                          | |                          |
| Teloceras                | Confermato.              |                          | |                          |
| Thamboceras              | Confermato.              |                          | |                          |
| Toxamblyites             | Confermato.              |                          | |                          |
| Toxolioceras             | Confermato.              |                          | |                          |
| Trilobiticeras           | Confermato.              |                          | |                          |
| Trimarginia              | Confermato.              |                          | |                          |
| Tugurites                | Confermato.              |                          | |                          |
| Vermisphinctes           | Confermato.              |                          | |                          |
| Witchellia               | Confermato.              |                          | |                          |
| Zemistephanus            | Confermato.              |                          | |                          |
| Zurcheria                | Confermato.              |                          | |                          |

### †Belemniti
| Belemnoidea del Bajociano | Belemnoidea del Bajociano | Belemnoidea del Bajociano | Belemnoidea del Bajociano | Belemnoidea del Bajociano |
| Taxa                      | Presenza                  | Localizzazione            | Descrizione               | Immagine                  |
| ------------------------- | ------------------------- | ------------------------- | ------------------------- | ------------------------- |
| Belemnitina               | Confermato.               |                           |                           |                           |
| Hibolites                 | Confermato.               |                           |                           |                           |
| Holcobelus                | Confermato.               |                           |                           |                           |
| Produvalia                | Confermato.               |                           |                           |                           |
| Sachsibelus               | Confermato.               |                           |                           |                           |

### Nautiloidi
| Nautiloida del Bajociano | Nautiloida del Bajociano | Nautiloida del Bajociano | Nautiloida del Bajociano | Nautiloida del Bajociano |
| Taxa                     | Presenza                 | Localizzazione           | Descrizione              | Immagine                 |
| ------------------------ | ------------------------ | ------------------------ | ------------------------ | ------------------------ |
| - Ophionautilus          | Confermato.              |                          |                          |                          |
| - Somalinautilus         | Confermato.              |                          |                          |                          |